# Dellensvägen

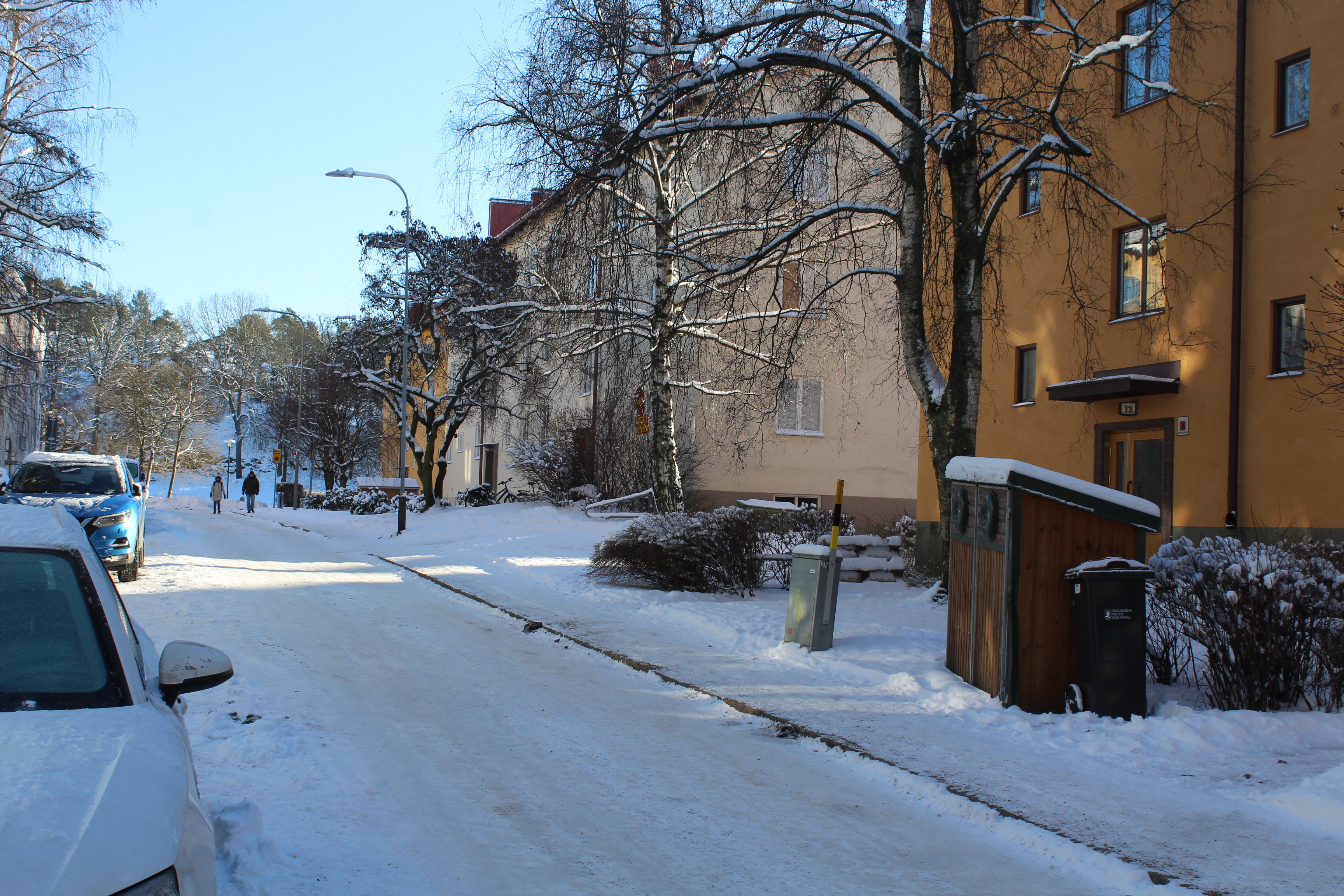
Dellensvägen i januari 2021.

Dellensvägen är en gata i stadsdelen Årsta i Söderort inom Stockholms kommun. Gatan börjar i öst och sträcker sig västerut samt korsar Ottsjövägen. Dellensvägen namngavs 1941 och ingår i kategorin gatunamn sjöar och vikar. Namnet kommer från Dellensjöarna, Norrdellen och Sördellen i Hälsingland. Gatan består av bostäder från bland annat 1940-talet. Längden på gatan är cirka 310 meter.